# Rima Cardanus
La Rima Cardanus è una struttura geologica della superficie della Luna.